# Sopwith Camel (groupe)
Pour les articles homonymes, voir Sopwith Camel et Camel.
Sopwith Camel est un groupe américain de rock psychédélique actif  à la fin des années 1960 et au début des années 1970. Le groupe est associé à la scène rock psychédélique de San Francisco durant cette période.
Sopwith Camel est formé par Peter Kraemer, le compositeur principal et leader du groupe, en 1965, et composé du chanteur ainsi que du saxophoniste Peter Kraemer, des guitaristes Terry MacNeil et William « Truckaway » Sievers, du bassiste Martin Beard et du batteur Norman Mayell. Il est le 2e groupe de San Francisco à signer avec un grand label discographique national, Reprise Records. Sopwith Camel ne tient pas très longtemps à cause de désaccords présents dans le groupe et se sépare en 1974. 

## Histoire
Tout commence à la fin de l'année 1965,. Peter Kraemer, chanteur et parolier, imagine le nom du groupe pendant qu'il vit à Haight-Ashbury au 1090 Page Street, une maison victorienne de vingt-cinq pièces où Big Brother et la Holding Company ont répété et joué[réf. nécessaire]. À cette époque de la contre-culture à San Francisco, tout le monde voulait faire partie d'un groupe, et Kraemer ne faisait pas exception. Il rencontre alors rencontré Terry MacNeil (le guitariste) dans une librairie, et une semaine plus tard, ils avaient écrit huit chansons, dont Hello, Hello un de leurs titres phare. 
Après avoir inclus le guitariste William Sievers, le batteur Norman Mayell et le bassiste Martin Beard, ils ont commencé à se produire au Matrix, l'un des premiers clubs à présenter de la musique psychédélique. Le groupe prend de l'essor quand Erik Jacobsen, un producteur de vingt-six ans à succès, vient à San Francisco dans l'espoir de trouver de nouveaux talents. Il entend Hello, Hello, l'adore et en fait le premier tube national d'un véritable groupe hippie. 
Malgré leur succès, les membres de Sopwith Camel ne s'entendaient pas et se disputaient souvent en dehors de la scène. Le groupe s'est donc rapidement dissous. Sievers, qui a démissionné pour poursuivre une courte carrière solo, définit la séparation du groupe par l'immaturité de ses membres. « Nous n'étions pas le genre de musiciens et d'interprètes chevronnés qu'il aurait fallu pour maintenir à ce niveau », dit-il. « Nous avons succombé aux diverses tentations des années soixante. Nous avons touché très vite, mais nous n'en avons pas retiré beaucoup d'argent[réf. nécessaire]. »
En 1970, Kraemer et MacNeil commencent à écrire des chansons ensemble, et décident de reformer le groupe. En 1973 sort leur nouvel et dernier album The Miraculous Hump Returns from the Moon, espérant que cela soit leur grand retour sur scène. Malheureusement, personne ne l'a acheté et lorsqu'ils sont partis en tournée, leur van a pris feu et ils ont perdu tout leur matériel de musique. 
Sopwith Camel peut être considéré comme un projet artistique plus qu'un véritable groupe. C'est ce penchant artistique qui fait de ce disque un tel bijou. l'album allie différents éléments comme le rock progressif, le jazz, le showtunes et la musique classique indienne. 
Le groupe se sépare donc définitivement en 1974 et chacun des membres vont trouver une autre vocation après ce court succès.

## Membres

### Peter Kraemer
Peter Kraemer était un poète, un peintre, un sculpteur, un chanteur et un saxophoniste. Il est né à Virginia City dans le Nevada. À l'âge de 6 ans, il est expulsé de la classe de piano pour précocité. il se fait également virer de la chorale de l'église épiscopale de Virginia City peu de temps après. C'était un enfant perturbateur, en effet, on le surprend en train de fumer dans son école à l'âge de 7 ans. Sa famille faisait partie du domaine de l'art et l'a fortement influencé dans cette voie. En effet, sa mère était propriétaire d'une galerie d'art et était elle aussi une artiste.  Peter Kraemer devient le parolier et le compositeur du groupe.

### Terry MacNeil
Terry était étudiant en graphisme au San Francisco Art Institute. Il a appris dans sa jeunesse à jouer du piano et de la guitare classique. Il a également travaillé dans différents groupes depuis ses seize ans[réf. nécessaire].

### Norman Mayell
Norman Mayell était originaire de Chicago. Il jouait dans des groupes au lycées dans le Midwest. Son grand-père était un agriculteur très réputé à qui on demandait souvent de donner des conférences sur des innovations telles que la rotation des cultures[réf. nécessaire]. 
Norman va passer deux ans à Hawaï pour ensuite retourner à Chicago. Dans un club du nom de Big John's, il rencontre le chanteur de blues, Big Joe Williams et son jeune guitariste, Mike Bloomfield. Par la suite, ils vont jouer ensemble et vont se prénommer The Group. The Group se sépara et Norman retourna à Hawaï. De retour aux États-Unis, il découvre San Francisco, les communes, Ken Kesey et les Merry Pranksters. Il a travaillé et joué, dans un théâtre vide à côté d'une laverie chinoise près de Hyde et Sacramento Street jusqu'à ce que Peter et Terry le trouvent et lui demandent de se joindre à Sopwith Camel[réf. nécessaire].

### Martin Beard
Beard est né à Londres mais a déménagé à San Francisco en 1956. Il a fréquenté le lycée Galileo où il a joué de la musique dans divers groupes et, après avoir obtenu son diplôme, a rencontré Norman Mayell qui fondait un groupe avec Peter Kraemer, Terry MacNeil et William Sievers.
Après la séparation du groupe, Martin a continué à jouer avec plusieurs groupes locaux mais il ne va jamais trouver la même renommée qu'il a brièvement eue avec Sopwith Camel. Il est finalement devenu technicien en électronique dans la Silicon Valley.

## Discographie

### Albums studio
- 1967 : Sopwith Camel
- 1973 : The Miraculous Hump Returns from the Moon

### Singles
- 1967: Hello, Hello / Treadin'
- 1967: Postcard from Jamaica / Little Orphan Annie
- 1967: Saga of the Low Down Let Down / The Great Morpheum
- 1973: Fazon / Sleazy Street